# Privalj
Privalj är ett samhälle i Bosnien och Hercegovina.   Det ligger i entiteten Federationen Bosnien och Hercegovina, i den södra delen av landet, 90 km sydväst om huvudstaden Sarajevo. Privalj ligger 307 meter över havet och antalet invånare är 415.
Terrängen runt Privalj är huvudsakligen kuperad, men söderut är den platt. Närmaste större samhälle är Kočerin, 2,6 km nordväst om Privalj. 
Omgivningarna runt Privalj är en mosaik av jordbruksmark och naturlig växtlighet. Runt Privalj är det ganska tätbefolkat, med 93 invånare per kvadratkilometer.